# Unione Sportiva Nocerina 1995-1996
Questa pagina raccoglie le informazioni riguardanti l'Unione Sportiva Nocerina nelle competizioni ufficiali della stagione 1995-1996.

## Rosa
| N. |                   | Ruolo | Calciatore           |
| -- | ----------------- | ----- | -------------------- |
| -  | Italia (bandiera) |       | Balestrino           |
| -  | Italia (bandiera) | C     | Lorenzo Battaglia    |
| -  | Italia (bandiera) | P     | Antonio Bruno        |
| -  | Italia (bandiera) | C     | Antonio Bucciarelli  |
| -  | Italia (bandiera) | C     | Maurizio Cavallo     |
| -  | Italia (bandiera) | C     | Angelo Ciancotta     |
| -  | Italia (bandiera) | C     | Francesco Conti      |
| -  | Italia (bandiera) | A     | Giuseppe Delle Donne |
| -  | Italia (bandiera) | D     | Angelo Deruggiero    |
| -  | Italia (bandiera) | D     | Marco De Simone      |
| -  | Italia (bandiera) | A     | Luigi Di Baia        |
| -  | Italia (bandiera) | A     | Aldo Di Corcia       |
| -  | Italia (bandiera) | D     | Alessandro Erra      |

| N. |                   | Ruolo | Calciatore               |
| -- | ----------------- | ----- | ------------------------ |
| -  | Italia (bandiera) | C     | Fabrizio Fabris          |
| -  | Italia (bandiera) | D     | Franco Farneti           |
| -  | Italia (bandiera) | P     | Gennaro Iezzo            |
| -  | Italia (bandiera) | C     | Rosario Antonio Italiano |
| -  | Italia (bandiera) | C     | Vito Lasalandra          |
| -  | Italia (bandiera) | A     | Marco Limetti            |
| -  | Italia (bandiera) | D     | Angelo Pagliaccetti      |
| -  | Italia (bandiera) | C     | Andrea Pallanch          |
| -  | Italia (bandiera) | A     | Matteo Pastore Palumbo   |
| -  | Italia (bandiera) | C     | Carmelo Puglisi          |
| -  | Italia (bandiera) | D     | Sebastiano Siviglia      |
| -  | Italia (bandiera) | C     | Gianluca Tronto          |

## Risultati

### Campionato

#### Girone di andata
| 27 agosto 1995 1ª giornata | Gualdo | 1 – 0 | Nocerina |  |

| 3 settembre 1995 2ª giornata | Nocerina | 1 – 1 | Ascoli |  |

| 10 settembre 1995 3ª giornata | Nocerina | 3 – 0 | Lodigiani |  |

| 17 settembre 1995 4ª giornata | Lecce | 3 – 2 | Nocerina |  |

| 24 settembre 1995 5ª giornata | Nocerina | 0 – 0 | Siena |  |

| 1º ottobre 1995 6ª giornata | Turris | 0 – 1 | Nocerina |  |

| 8 ottobre 1995 7ª giornata | Juventus Stabia | 0 – 1 | Nocerina |  |

| 15 ottobre 1995 8ª giornata | Nocerina | 1 – 1 | Casarano |  |

| 22 ottobre 1995 9ª giornata | Castel di Sangro | 2 – 0 | Nocerina |  |

| 29 ottobre 1995 10ª giornata | Nocerina | 0 – 0 | Savoia |  |

| 12 novembre 1995 11ª giornata | Ischia Isolaverde | 0 – 0 | Nocerina |  |

| 19 novembre 1995 12ª giornata | Nocerina | 1 – 0 | Chieti |  |

| 26 novembre 1995 13ª giornata | Sora | 0 – 0 | Nocerina |  |

| 3 dicembre 1995 14ª giornata | Nocerina | 1 – 0 | Acireale |  |

| 10 dicembre 1995 15ª giornata | Nola | 1 – 1 | Nocerina |  |

| 17 dicembre 1995 16ª giornata | Nocerina | 0 – 0 | Atletico Catania |  |

| 30 dicembre 1995 17ª giornata | Trapani | 1 – 0 | Nocerina |  |

#### Girone di ritorno
| 7 gennaio 1996 18ª giornata | Nocerina | 1 – 1 | Gualdo |  |

| 14 gennaio 1996 19ª giornata | Ascoli | 0 – 1 | Nocerina |  |

| 28 gennaio 1996 20ª giornata | Lodigiani | 1 – 1 | Nocerina |  |

| 4 febbraio 1996 21ª giornata | Nocerina | 2 – 0 | Lecce |  |

| 18 febbraio 1996 22ª giornata | Siena | 2 – 1 | Nocerina |  |

| 25 febbraio 1996 23ª giornata | Nocerina | 2 – 0 | Turris |  |

| 3 marzo 1996 24ª giornata | Nocerina | 0 – 1 | Juventus Stabia |  |

| 10 marzo 1996 25ª giornata | Casarano | 1 – 1 | Nocerina |  |

| 24 marzo 1996 26ª giornata | Nocerina | 2 – 0 | Castel di Sangro |  |

| 31 marzo 1996 27ª giornata | Savoia | 0 – 1 | Nocerina |  |

| 7 aprile 1996 28ª giornata | Nocerina | 1 – 0 | Ischia Isolaverde |  |

| 14 aprile 1996 29ª giornata | Chieti | 2 – 2 | Nocerina |  |

| 21 aprile 1996 30ª giornata | Nocerina | 1 – 0 | Sora |  |

| 5 maggio 1996 31ª giornata | Acireale | 1 – 1 | Nocerina |  |

| 12 maggio 1996 32ª giornata | Nocerina | 2 – 0 | Virtus Nola |  |

| 19 maggio 1996 33ª giornata | Atletico Catania | 0 – 2 | Nocerina |  |

| 26 maggio 1996 34ª giornata | Nocerina | 1 – 1 | Trapani |  |